# Philonotis asperrima
Philonotis asperrima là một loài rêu trong họ Bartramiaceae. Loài này được Müll. Hal. ex E. Britton mô tả khoa học đầu tiên năm 1896.